# Oltre Giuba

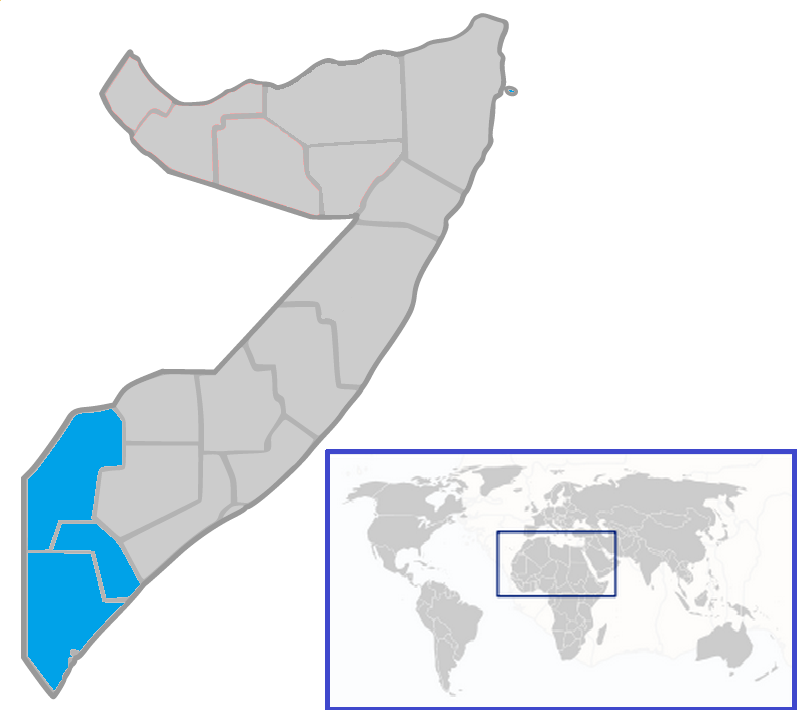
Lage von Oltre Giuba

Oltre Giuba oder Oltregiuba (deutsch Trans-Juba oder Jubaland) war 1924–1926 eine separate italienische Kolonie, ehe es an Italienisch-Somaliland angegliedert wurde. Es umfasste ein Gebiet von 91.122 Quadratkilometern westlich des Flusses Juba/Jubba (im Italienischen Giuba) und östlich der britischen Kolonie Kenia und entsprach den heutigen Verwaltungsregionen Gedo und Jubbada Hoose in Somalia.

## Entwicklung
Ende des 19. Jahrhunderts erfuhr die von Somali bewohnte Region die bis heute nachwirkende koloniale Aufteilung. Das Gebiet westlich des Jubba-Flusses war hierbei zunächst Bestandteil des britischen Sansibar-Protektorats und damit von Britisch-Ostafrika bzw. der Kronkolonie Kenia ab 1920. Am 15. Juli 1924 wurde es an Italien übertragen, beruhend auf Vereinbarungen zwischen Großbritannien, Frankreich und Italien vom 26. April 1915, die dem Kriegseintritts Italiens im Ersten Weltkrieg vorangingen.

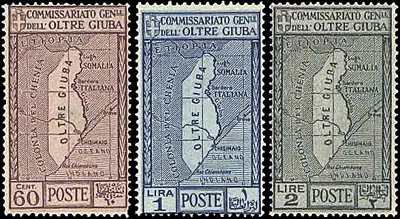
Briefmarken von 1926 mit der Karte der Kolonie

Bis 1926 wurde Oltre Giuba daraufhin als eigene Kolonie mit Kismaayo als Hauptstadt verwaltet. Es existierte eine eigenständige Postverwaltung, die von Juli 1925 bis Juni 1926 drei Briefmarkenserien für das Gebiet herausgab. Corrado Zoli amtierte vom 16. Juli 1924 bis zum 31. Dezember 1926 als Gouverneur. Danach wurde es zu einer Provinz Italienisch-Somalilands, welches sich wiederum nach seiner Unabhängigkeit 1960 mit Britisch-Somaliland zu Somalia vereinigte.
Bei einem Treffen mit Chaim Weizmann, dem Präsidenten des jüdischen Weltbundes, Anfang der 1930er Jahre bot Benito Mussolini den Juden das Gebiet als jüdische Heimstätte an. Weizmann lehnte jedoch ab und bestand auf Palästina als Gebiet eines jüdischen Staates.